# Wissensorganisation
Unter Wissensorganisation fasst man verschiedene Vorgehensweisen, Methoden und Systeme zur Erschließung und Organisation von Informationen bzw. dem mit ihnen ausgedrückten Wissen zusammen. Dabei spielen vor allem die Dokumentation – d. h. das Sammeln, Erschließen, Ordnen und Verfügbarmachen – sowie das Informations- und Wissensmanagement eine Rolle.

## Unterschiede zur Wissensrepräsentation
Während bei der Wissensorganisation der Schwerpunkt auf der Erschließung und Ordnung bestehender Wissensbestände mit Hilfe von Metadaten liegt, versucht man im Rahmen der Wissensrepräsentation die Informationen direkt abzubilden. Das Wissen wird dort in einem System durch entsprechende Stellvertreter repräsentiert. Die Grenzen sind jedoch fließend, da die meisten Systeme zur Wissensorganisation bereits gewisse Strukturen repräsentieren und jede Wissensrepräsentation gewisse Strukturierung voraussetzt. Auch Glossare und Enzyklopädien sowie weitere Textformen enthalten sowohl geordnete Begriffe (Organisation) als auch Definitionen (Repräsentation).

## Instrumente und Methoden
In der Regel geschieht die Wissensorganisation mit Hilfe von verschiedenen Arten von Begriffssystemen (Knowledge Organization Systems), die unter anderem helfen, eine systematische, kontrollierte und einheitliche Terminologie festzulegen.
Die Wissensorganisation bedient sich hierbei sowohl traditioneller, bewährter Instrumente und Methoden, als auch neuerer Ansätze, die den Erschließungsprozess unterstützen.
Es wird grundsätzlich unterschieden zwischen der formalen Erschließung und der inhaltlichen Erschließung. Während bei der formalen Erschließung (bspw. in Bibliotheken zur Erschließung formaler Kriterien, wie Autor, Titel etc.) als Instrumente vornehmlich Regelwerke, Normdateien und Standards eingesetzt werden, dienen bei der inhaltlichen Erschließung vor allem Dokumentationssprachen als Hilfsmittel.
Die Inhaltserschließung lässt sich aufteilen in die Erstellung von Inhaltsangaben (Rezensionen, Abstracts und Annotationen) und die Inhaltskennzeichnung durch Notationen (Ergebnis der Klassifikation in der Groberschließung) und durch Schlüsselwörter (Ergebnis der Indexierung in der Feinerschließung).
Bei der thematischen Groberschließung dienen präkombinierte Klassifikationen und Facettenklassifikationen als Hilfsmittel, für die Feinerschließung werden Thesauri eingesetzt. Letztere dienen insbesondere der terminologischen Kontrolle (bspw. Zusammenführung von Synonymen und Kontrolle von Homonymen, Normierung unterschiedlicher Wortformen, Lexikalisierung von Paraphrasen oder Kompositazerlegung).
Weitere Instrumente, die im Erschließungsprozess eingesetzt werden, sind u. a. Register (Schaffung eines alternativen Zugriffs auf die Inhalte der Dokumente) und Inhaltsverzeichnisse.

## Beispiele
Beispiele für Systeme zur Wissensorganisation sind Bibliothekskataloge und Inhaltsverzeichnisse.